# Let Me
«Let Me» (en español: «Déjame») es un sencillo japonés del álbum debut de Rihanna, "Music Of The Sun. La canción fue lanzada como sencillo official y no tuvo un notable éxito ya que solamente fue lanzado en las radios de Japón a la diferencia de los sencillos anteriores que fueron Worldwide. Esta canción se convirtió en un top ten hit en Japón a pesar de no tener la promoción necesaria ya que no tuvo vídeo musical.

## Lanzamiento
La canción iba a ser el tercer sencillo internacional del álbum, pero fue liberado sólo en Japón el 27 de diciembre de 2006 como un solo CD

## Letra
Las letras hablan acerca de seducir a un chico, diciéndole a él "Eres hermoso".

## Listas
| Listas        | Posición más alta |
| ------------- | ----------------- |
| Japan Hot 100 | 8                 |

## Lanzamiento
| Lista | Dato                    | Formato        |
| ----- | ----------------------- | -------------- |
| Japan | 27 de diciembre de 2005 | Sencillo en CD |

- Datos: Q971753